# Сражение при Шицзяньфу
Сражение при Шицзяньфу — военная операция, проводившаяся с декабря 1862 по апрель 1863 года тайпинской армией под командованием Ли Сючэна с задачей обхода вдоль северного берега реки Янцзы укрепившихся в Юхуатае цинских войск и их последующего уничтожения. Была продолжением операции при Юхуатае.
После поражения при Юхуатае разгневанный Хун Сюцюань приказал Ли Сючэну возглавить армию, чтобы пересечь Янцзы и реализовать новую стратегию «наступления с севера на юг». 1 декабря 1862 года авангард армии Ли Сючэна под командованием Линь Шаочжана пересек Янцзы в окрестностях Нанкина у Сягуаня и 8 декабря взял Пукоу. Вследствие того что Ли Сючэн негативно относился к плану и даже саботировал его, уехав в свой дворец в Сучжоу, наступление приостановилось до конца февраля. Это дало возможность цинскому военачальнику Цзэн Гофаню в основном понять стратегическое намерение тайпинской армии и мобилизовать подкрепления из разных мест для развертывания в северном Аньхое. 
Только 27 февраля основные силы Ли Сючэна (более 200 000) переправились через Янцзы в северный Аньхой и двинулись в наступление через Ханьшань, Хэчжоу и Чаосянь (сейчас Чаоху). Южнее Чаосяня тайпины натолкнулись на заранее подготовленные укрепления цинской армии. Позже в показаниях Ли Сючэн писал:

Когда мы достигли Шицзяньфу, нам преградили путь войска, посланные в этот район чжунтаном [Цзэн Го-фанем]. Они занимали более десяти укрепленных лагерей. Пришлось вступить с ними в бой. Цинские солдаты отсиживались за лагерными укреплениями, предпочитая изматывать наши силы, не давая открытого боя. Я предпринимал атаки на их позиции в течение нескольких дней, но так и не добился успеха. Стояла скверная погода, шли проливные дожди. Мое войско находилось в очень тяжелом положении, начались повальные болезни, за ночь выбывали из строя многие. Положение осложнялось еще и тем, что лагеря противника оставались неприступными. Все наши попытки выманить цинских солдат из лагерей на открытое место не давали успеха: те предпочитали укрепленную оборону.
Суровая дождливая погода, болезни измотали тайпинов. Ли Сючэн решил обойти неприступные позиции противника и двинул свои войска обходным маршем вдоль северного берега озера Чаоху через Луцзян (сейчас Хэфэй) и Шучэн в направлении Люаньчжоу. Разбив в районе Луцзяна цинские войска и достигнув Люаньчжоу, Ли Сючэн столкнулся с отсутствием продовольствия и вынужден был повернуть назад, теряя на обратном пути каждый день солдат, умиравших от голода.
Стратегическая цель операции не была достигнута. Ли Сючэну было приказано вернуться в Тяньцзин (Нанкин), чтобы оказать помощь ввиду подступавших со всех сторон к городу цинских армий.